# Raimonds Pauls
Raimonds Pauls, född 12 januari 1936 i Riga, är en lettisk pianist, kompositör och tidigare politiker, med stjärnstatus i sitt hemland och i hela forna Sovjetunionen och Östeuropa. Han har (fram till 2004) komponerat musik för sex musikfilmer och musikaler, tre baletter och över 50 spelfilmer och teaterpjäser. Han har komponerat över 500 melodier. Hans musik har getts ut på skiva av olika artister i Lettland, Ryssland, Finland, Japan och flera andra länder och har sålt 150 miljoner exemplar sedan 1965.

## Musikalisk karriär
Pauls intresserade sig tidigt för musik och gick i musikskola hos Emils Dārziņš. Han studerade piano för professor H. Braun vid Lettlands statliga konservatorium och examinerades 1958. Han spelade på restauranger och lärde sig jazzklassiker och samtida sånger. Han studerade komposition 1962–1965 och ledde som dirigent och pianist Lettlands statliga filharmonis orkester för lätt musik 1964–1971. År 1972 grundade han en ensemble vid Lettlands radio, ur vilken flera andra grupper bildades. En av de mer kända var gruppen "Modo", där en av medlemmarna var Zigmars Liepiņš. År 1985 hjälpte Pauls till att grunda fler grupper vid Lettlands radio och hjälpte dem framåt professionellt.
Hans internationella stjärnstatus dröjde dock till början av 1980-talet, då han började samarbeta med ryska textförfattare som Ilja Reznik och sångerskor som Sofija Rotaru och Alla Pugatjova. Han har komponerat flera av deras största hits, till exempel Pugatjovas "Miljoner rosor".
Pauls fortsatte sin musikaliska karriär även efter Lettlands självständighet. Framför allt har han arbetat med barngruppen Dzeguzīte, som är mycket populär i Lettland. 1996 åkte han på turné med sångerskan Laima Vaikule (född 1954) och gav konserter i Moskva, Sankt Petersburg och New York.

## Politisk gärning
Raimonds Pauls har också en politisk karriär. Han var medlem av Lettiska Högsta Sovjet och från 1988 till 1993 ( bland annat under perestrojkan) var han kulturminister i Lettland. Under denna tid tog han bland annat initiativet till det idag viktigaste lettiska musikpriset, Lielā mūzikas balva. År 1993, efter återupprättandet av Lettlands självständighet, blev han rådgivare åt landets president. Sedan 1998 är han ledamot av Saeiman, det lettiska parlamentet. Han invaldes 1998 som ledare för Nya Partiet, men inför valet 2002 gick han med i Folkpartiet (Tautas Partija) och invaldes både 2002 och 2006. Vid valet 1999 kandiderade han också till presidentposten och fick flest röster, men valde ändå att dra sig ur valet.

## Priser och utmärkelser
- 12 oktober 1995: Riddare av Kungliga Nordstjärneorden, första klassen